# Reizklima
Mit dem Begriff Reizklima wird eine Form des Bioklimas bezeichnet, dessen Eigenheiten den Stoffwechsel und die Gesamtaktivität des Körpers eines Patienten anregen oder reizen sollen und in der Klimatherapie als Heilfaktor für bestimmte Erkrankungen angesehen werden.
Als Reizfaktoren gelten niedriger Sauerstoffpartialdruck und Wasserdampfgehalt, niedrigere Luft- und Strahlungstemperaturen, erhöhte Flussdichte von Sonnen- und UV-Strahlung sowie eine hohe Windgeschwindigkeit.
| Klassifizierung | Reizfaktoren |
| --------------- | --- |
| Thermisch       | - starke Tagesschwankungen (Temperatur, Windgeschwindigkeit) - niedrige Temperaturen - hohe Windgeschwindigkeiten (häufig böige Winde) |
| Lufthygienisch  | - geringe Werte (Sauerstoffpartialdruck, Wasserdampfgehalt)                                                                            |
| Strahlung       | - hohe Intensität an Sonnenstrahlung                                                                                                   |

Je nach Stärke des Reizes wird zwischen reizstarken Regionen, wie z. B. der Ostsee, der Nordsee und dem Hochgebirge, und reizschwachen, wie dem Mittelgebirge (Schonklima), unterschieden.